# リード (小惑星)
リード (3422 Reid) は小惑星帯にある小惑星。オーストラリアのパース天文台で発見された。
1978年から1982年まで西オーストラリア大学の副学長、1984年から1989年まで西オーストラリアの総督を務めた、政治学者のゴードン・リード (Gordon Reid) に因んで名付けられた。